# Bassa Mawem
Bassa Mawem (Numea, Nueva Caledonia, 9 de noviembre de 1984) es un deportista francés que compite en escalada. Su hermano Mickaël compite en el mismo deporte.
Ganó una medalla de plata en el Campeonato Mundial de Escalada de 2018, en la prueba de velocidad. Participó en los Juegos Olímpicos de Tokio 2020, ocupando el octavo lugar en la prueba combinada.

## Palmarés internacional
| Campeonato Mundial | Campeonato Mundial  | Campeonato Mundial | Campeonato Mundial |
| Año                | Lugar               | Medalla            | Prueba             |
| ------------------ | ------------------- | ------------------ | ------------------ |
| 2018               | Innsbruck (Austria) | Medalla de plata   | Velocidad          |